# Coloraderpeton
Coloraderpeton — вимерла тетрапоморфа з ряду аїстопод родини Oestocephalidae. Колорадерпетон відомий з кам'яновугільної формації Сангре-де-Крісто в Колорадо, і спочатку був відомий з хребців, ребер і луски, знайдених під час польової експедиції Каліфорнійського університету в Лос-Анджелесі в 1966 році. Пітер Пол Вон описав ці останки в 1969 році. Череп пізніше був описаний у неопублікованій дисертації 1983 року та офіційно описаний Джейсоном С. Андерсоном у 2003 році.